# 锡纳格拉
锡纳格拉（義大利語：Sinagra），是意大利西西里大区墨西拿廣域市的一个市镇。总面积23平方公里，人口2803人，人口密度121.9人/平方公里（2009年）。ISTAT代码为083095。